# 利蘭格羅夫 (伊利諾伊州)
利蘭格羅夫（英語：Leland Grove）是一個位於美國伊利諾伊州桑加蒙縣的城市。

## 地理
利蘭格羅夫的座標為39°46′38″N 89°41′04″W / 39.77722°N 89.68444°W，而該地的平均海拔高度為183米（即600英尺）。

## 人口
根據2010年美國人口普查的數據，利蘭格羅夫的面積為1.62平方千米，當中陸地面積為1.62平方千米，而水域面積為0.00平方千米。當地共有人口1503人，而人口密度為每平方千米927.78人。